# إحصائية
الإحصائية هي اسم مصدر صناعيّ من إحصاء ومعناها دراسة مبنيّة على منهج علم الإحصاء وفيها إحصاء لبعض السمات، والتي تعرف باسم مجموعة من البيانات معا، يعمل الإحصائية مؤسّسة مختصّة بالإحصائيّات.
وبمعنى آخر، تعرف النظرية الإحصائية بانها دراسة جزء من المجتمع الإحصائي فقط، وذلك بأخذ عينة عشوائية من المجتمع ودراسة خواصها واستخلاص المعلومات اللازمة منها، ثم تعميم نتائجها على المجتمع الذي سحبت منه.
الإحصائية يختلف معناها عن العينة الإحصائية، والتي ليست محسوبة لأنه غالباً ما يكون السكان كثير وكبير جداً للدراسة وقياس جميع بنوده. ومع ذلك، يسمى إحصائية لشيء معين، عندما نستخدم لتقدير فئة سكانية مقدرة. فعلى سبيل المثال، فإن متوسط العينة الإحصائية للسكان هي تقديرات لمتوسط السكان.
اما الوحدة الإحصائية فهي الكائن الواحد الذي تجرى عليه الدراسة الإحصائية، أي أن أسئلة الاستمارة تدور حوله، سواء أكان هذا الكائن إنسانا أو شيئا آخر كمثل حيوان أو جماد.
وبالتالي فإن الإحصائيات هي المادة الأولية التي تستخدم في علم الإحصاء، فمثلا الإحصائيّات الحيَويَّة : هي إحصاءات تتعلَّق بأهم الأحداث في حياة الإنسان كالمواليد والموتى وعدد الزِّيجات.